# Włodzimierz Czerkawski
Włodzimierz Aleksander Czerkawski (ur. 17 lutego 1866 w Bursztynie, zm. 18 grudnia 1913 w Krakowie) – polski ekonomista, statystyk, profesor Uniwersytetu Jagiellońskiego.

## Życiorys
Pochodził z rodziny szlacheckiej, był synem Józefa i Joanny z Ritterów. Ukończył gimnazjum w Rzeszowie (1885), następnie studiował ekonomię na Uniwersytecie Lwowskim (1885-1886) i Jagiellońskim (1886-1889). W 1890 obronił doktorat praw na UJ, uzupełniał studia na uniwersytetach w Berlinie i Paryżu (1891-1892). W 1893 przedstawił na UJ pracę habilitacyjną Teorya czystego dochodu z ziemi i został zatrudniony na uczelni jako docent w Katedrze Ekonomii Politycznej i Statystyki; w 1897 mianowany profesorem nadzwyczajnym, objął kierownictwo Katedry (które pełnił do końca życia). W 1906 otrzymał tytuł profesora zwyczajnego, w roku akademickim 1909/1910 był dziekanem Wydziału Prawa. W 1910 został wybrany na członka Akademii Umiejętności, pracował nad powołaniem Komisji Statystycznej AU w Krakowie. Z Michałem Rostworowskim założył katolicką partię ludową. Do grona jego uczniów zaliczali się Adam Alojzy Krzyżanowski, Roman Rybarski, Edward Strasburger, Edward Taylor.
Pochowany na cmentarzu Rakowickim w Krakowie.

## Charakterystyka twórczości
Zajmował się ekonomią polityczną, statystyką, polityką agrarną, skarbowością, demografią, socjologią. Dokonał reformy pojęcia potrzeb ekonomii, dzieląc je na ogólne i klasowe. 
W pracy Polityka ekonomiczna (1905, z Józefem Milewskim) dał syntetyczne opracowanie zagadnień dobrobytu, komunikacji, ubezpieczeń, polityki przemysłowej i kwestii robotniczej w aspekcie ekonomii; szczególnie wiele uwagi poświęcił problemowi dobrobytu. Wykazał, że wielka własność podnosi z jednej strony bogactwo narodowe, ale jednocześnie przyczynia się do pogorszenia sytuacji klasy robotniczej. 
Interesował się problemem wynaradawiania Polaków na emigracji w USA, Niemczech, Wielkiej Brytanii i Brazylii; jako przyczynę tego zjawiska podawał brak jednostek wykształconych, brak wpływu na sprawy polityczne i brak własnych organizacji.

## Najważniejsze publikacje
- Ruch społeczny a socjalizm (1891)
- Statystyka parcelacyi w Austrii (1891)
- O znaczeniu większych gospodarstw w ekonomii społecznej (1896)
- Wielkie gospodarstwa – ich istota i znaczenie (1896)
- Naczelne zasady organizacji gospodarstwa społecznego (1898)
- Rezultaty podatku osobisto-dochodowego w Austrii w roku 1898 (1900)
- Badania nad ilością Polaków i o ich ugrupowaniu w krajach zagranicznych (1902)
- Ludność Galicji Wschodniej według wyznania i narodowości (1903)
- Polityka ekonomiczna (1905, 2 tomy, z J. Milewskim)[3][4]
- Drożyzna (1912)